# باول لونش (راكب الكنو)
باول لونش (بالإنجليزية: Paul Lynch)‏ هو راكب الكنو أسترالي، ولد في 18 ديسمبر 1967.

## وصلات خارجية
- باول لونش على موقع أوليمبيديا (الإنجليزية)
- باول لونش على موقع اللجنة الأولمبية الأسترالية (الإنجليزية)